# Medovci
Medovci su naseljeno mjesto u općini Kiseljak, Federacija Bosne i Hercegovine, BiH.

## Stanovništvo

### 1991.
Nacionalni sastav stanovništva 1991. godine, bio je sljedeći:
ukupno: 25
- Hrvati - 25

### 2013.
Na popisu stanovništva 2013. godine bilo je bez stanovnika.